# Berlinguer ti voglio bene
Berlinguer ti voglio bene è un film del 1977 diretto da Giuseppe Bertolucci, interpretato da Roberto Benigni e prodotto da Minervini & Avati.
Il ruolo che fu di Alida Valli fu offerto prima a Valentina Cortese che lo rifiutò, forse anche per consiglio di Giorgio Strehler.

## Trama
Mario Cioni è un venticinquenne del sottoproletariato toscano con il mito di Enrico Berlinguer, che passa sempre il tempo con gli amici (coi quali condivide anche il lavoro di muratore) o al cinema a vedere film pornografici o per la campagna a parlare da solo. Scurrile e sessualmente bloccato, cerca sempre di abbordare una ragazza al liscio in un bar vicino a casa; proprio nel giorno in cui riesce nella difficile "impresa", alcuni suoi amici gli fanno uno scherzo, facendo annunciare al gruppo del liscio la morte di sua madre. Il giovane, sconvolto, vaga allora solo per la campagna lasciandosi andare a un pesante turpiloquio e inveendo travolto da uno strano stato di disperazione, passa la notte sotto un ponte e si immerge nei suoi soliti assurdi ragionamenti su Dio, sulla morale e sul sesso.
Tornato a casa la mattina dopo scopre che la mamma è viva. Ricomincia così la sua alienante routine finché un suo amico, Bozzone, lo batte a carte, vincendo da lui 4000 lire. Mario non sa come far fronte al suo debito di gioco e Bozzone, come pagamento, gli chiede di fare l'amore per una volta con sua madre. Quello che inizia come l'ennesimo brutto tiro degli amici nei confronti di Mario si trasforma in una realtà solida, poiché la madre di Mario e Bozzone, dopo la prima esperienza, cominceranno a piacersi e a vivere come una vera famiglia, gettando nell'oblio ed in un oramai sempre più irrecuperabile confusione morale il povero Mario.

## Produzione
Il film fu scritto da Benigni e Bertolucci e poi girato in soli 28 giorni nel maggio-giugno 1977; il primo ciak fu ripreso lunedì 9 maggio 1977 nel comune di Prato, nelle frazioni di Vergaio (paese d'infanzia di Benigni), Galciana, Mezzana, Iolo. Alcune scene furono filmate nella provincia di Firenze, come quelle del circolo di San Piero a Ponti. Sul set lo stesso Benigni scrisse la canzone L'inno del corpo sciolto, ma alla fine decise di non inserirla nel film e il brano fu inciso successivamente, nel 1979.

### Luoghi delle riprese
Le scene del film sono girate tutte nella zona rurale vicino a Prato, in Toscana, oggi trasformata dall'espansione edilizia. In particolare:
- Le case del popolo del film sono quelle di Vergaio, Galciana, Quarrata e San Piero a Ponti. Nel gennaio 2007, il Corriere della Sera ha pubblicato un reportage che attesta come solo quelle di Galciana e di San Piero a Ponti mantengono le stesse attività del 1977.[4]
- Il cantiere dove lavorano Benigni e Monni come muratori è quello in cui si stava costruendo il centro commerciale "Pratilia"[5][6] (inaugurato poco dopo, ebbe una vita problematica); si vede ancora la declassata a due corsie ed una passerella pedonale demolita da molti anni.
- Il casolare dove vivono Benigni e Alida Valli esiste ancora e si trova in località Casale, vicino al casello di Prato ovest dell'A11, rimane sulla destra dello svincolo in direzione Viareggio.
- Il sottopasso dove Benigni si addormenta dopo la falsa notizia della morte della mamma è poco dopo il casello di Prato est, in località Mezzana.
- La chiesa dove Alida Valli porta il figlio per farlo rimproverare dal parroco è la chiesa di San Silvestro a Tobbiana.
- La zona di Prato dove Carlo Monni recita la poesia mentre è in bicicletta con Benigni è Baciacavallo (si vede in lontananza l'inceneritore), allora zona campestre.[7]
- La carrellata con lo sproloquio di Mario Cioni è stata girata a Prato sul viale Nam Dinh ancora in fase di realizzazione, tra via dell'Alberaccio e via Galcianese con la cinepresa rivolta verso Galciana.
- Il cinema di inizio film, ormai chiuso da molti anni, si chiamava "Mokambo" e si trovava a Grignano di Prato in via Arcivescovo Limberti 71[5].
- Le riprese nelle quali Roberto Benigni viene fatto salire sulla macchina delle due ragazze avvengono nei pressi della frazione di Santa Lucia, all'incrocio tra via di Canneto e via di Carteano, strade tutt'oggi esistenti con le stesse caratteristiche[8].
- Una scena è stata anche girata alla piscina comunale di Iolo, che a quel tempo era di recentissima costruzione.
- Il quadro vinto alla Tombola è un'opera di Roberto Sguanci, ceduta per il film.[9]

## Distribuzione
Il film uscì nelle sale il 6 ottobre 1977, ma non ottenne il successo auspicato, in parte per via del divieto ai minori di 18 anni, a causa di un utilizzo esasperato del turpiloquio e la presenza di situazioni spesso molto ambigue, ma soprattutto a causa di una distribuzione molto effimera nelle sale al di fuori del Centro-Nord Italia (all'epoca infatti pare che il film non sia proprio uscito in alcune regioni del Sud).
Nel 1988 il film venne nuovamente distribuito nelle sale in una versione accorciata di circa cinque minuti, probabilmente per attenuare la scurrilità generale del film (venne accorciato in particolare lo sproloquio nella campagna di Cioni). Da allora sia in VHS che in DVD venne pubblicata solo questa seconda edizione. La versione integrale del 1977 è stata editata in VHS per una sola edizione della General Video nel 2000.
Nel 2004 è uscito negli USA il DVD in inglese con sottotitoli in italiano e con il bollino NR (non classificato). Nel 2006 è uscita in Italia l'edizione integrale in DVD a due dischi, con un making of di 50 minuti nel secondo disco.
La pellicola viene trasmessa per la prima volta assoluta in televisione il 4 marzo 2024 sul canale LA7, quasi 47 anni dopo l'uscita nelle sale cinematografiche, ed è stato preceduto dal programma La torre di Babele, dove il conduttore Corrado Augias ha intervistato lo stesso Roberto Benigni in occasione del quarantennale della scomparsa del carismatico leader comunista Enrico Berlinguer.